# Mimapatelarthron albonotatum
Mimapatelarthron albonotatum är en skalbaggsart som beskrevs av Stefan von Breuning 1940. Mimapatelarthron albonotatum ingår i släktet Mimapatelarthron och familjen långhorningar. Inga underarter finns listade i Catalogue of Life.